# 山形頼洋
山形 頼洋（やまがた よりひろ、1943年2月16日- 2010年1月13日）は、日本の哲学者。大阪大学名誉教授、同志社大学文学部教授。専攻は哲学・倫理学。

## 来歴
宮崎県生まれ。1966年京都大学文学部卒業、同大学院文学研究科博士課程単位取得退学。パリ第10大学（ナンテール大学博士課程）。1989年「感情と自然 自然の内的経験について」で大阪大学文学博士。大阪外国語大学講師、大阪大学文学部助教授、1990年教授、2002年名誉教授、同志社大学文学部教授。

## 著書
- 『声と運動と他者-情感性と言語の問題』（2004年、萌書房）
- 『社会と感情』（2008年、萌書房）ISBN 978-4860650377
- 『西田哲学の二つの風光―科学とフランス哲学』（2009年、萌書房）ISBN 978-4860650483
- 『感情の幸福と傷つきやすさ』萌書房 2014

### 共編著
- 『社会と感情』編著 萌書房 同志社大学ヒューマン・セキュリティ研究叢書 2008
- 『西田哲学の二つの風光 科学とフランス哲学』三島正明共著 萌書房 2009

### 翻訳
- リュシアン・ゴルドマン『隠れたる神』名田丈夫共訳（1973年、社会思想社）
- ミシェル・アンリ『野蛮 科学主義の独裁と文化の危機』望月太郎共訳 法政大学出版局 叢書・ウニベルシタス 1990
- ミシェル・アンリ『精神分析の系譜 失われた始源』上野修、宮崎隆、中敬夫、松島哲久、野村直正、森藍、池田清共訳 法政大学出版局 叢書・ウニベルシタス 1993
- ヒューバート・L.ドレイファス,ポール・ラビノウ『ミシェル・フーコー構造主義と解釈学を超えて』井上克人,高田珠樹,山田徹郎,鷲田清一,北尻祥晃,山本幾生共訳 筑摩書房 1996
- 『理性の歴史を語る エミール・ノエルとの対話』フランソワ・シャトレ 宮崎隆共訳 青山社 1997
- D.ジュリア『ラルース哲学事典』片山寿昭,鷲田清一共監訳 伊東道生,野村直正,庭田茂吉編訳 弘文堂 1998

## 論文
- ＜山形頼洋